# Capoeta aculeata
Capoeta aculeata är en fiskart som först beskrevs av Valenciennes, 1844.  Capoeta aculeata ingår i släktet Capoeta och familjen karpfiskar. Inga underarter finns listade.